# Drets digitals
El terme drets digitals descriu els drets humans que permeten a les persones accedir, fer servir, crear i publicar continguts digitals, així com fer servir dispositius electrònics i xarxes de comunicació. El terme està particularment relacionat amb l'extensió a l'entorn digital dels drets humans ja existents, com el dret a la privacitat, a la llibertat d'informació i a la llibertat d'expressió. El dret d'accés a internet ha sigut reconegut com un dret bàsic per diversos Estats.

## Història
El desembre de 2003, l'Organització de les Nacions Unides va celebrar una conferència especial a Ginebra, anomenada Cimera Mundial de la Societat de la Informació. Un dels objectius d'aquesta trobada era aconseguir disminuir la fractura digital existent que separa els països en «rics» i «pobres». Per als països «pobres» l'accés a internet és molt difícil. Després de llargues converses, totes les persones assistents signaren una declaració final. El comunicat va assenyalar que els drets humans són universals, que no es poden dividir, i que estan relacionats amb les llibertats fonamentals que la Declaració de Viena havia definit, de la qual no podien ser separats.
Aquesta declaració també fa referència específica a la importància del dret a la llibertat d'expressió en la «societat de la informació»:
| « | Reafirmem, com a fonament essencial de la societat de la informació, i com s'indica en l'article 19 de la Declaració Universal de Drets Humans: que tota persona té dret a la llibertat d'opinió i d'expressió, que aquest dret inclou la llibertat d'opinió sense interferències i de buscar, rebre i difondre informacions i idees per qualsevol mitjà i sense consideració de fronteres. La comunicació és un procés social fonamental, una necessitat humana bàsica i el fonament de tota organització social. És fonamental per a la Societat de la Informació. Tot el món, a tot arreu han de tenir l'oportunitat de participar i ningú hauria de ser exclòs dels beneficis de la Societat de la Informació ofereix». | » |

 Com a exemple, la gestió de drets digitals és situa en aquest àmbit.
El maig de 2018, es va començar a aplicar la legislació europea sobre protecció de dades personals. Sota aquest marc comunitari, el llistat de drets digitals estableix les garanties següents:
- Queda regulat el testament digital. Els hereus o familiars directes, sempre que el difunt no ho hagués prohibit expressament, poden gestionar o suprimir tots els seus continguts digitals: comptes bancaris, xarxes socials i informació de tot tipus.
- El dret a l'oblit i el dret de rectificació a internet. Hom pot obligar els buscadors perquè directament desindexin el nostre nom. I quan algú sigui objecte de comentaris injuriosos, l'obligació dels mitjans digitals serà publicar una rectificació que deixi clar que la notícia original no reflecteix la situació actual de l'individu, i l'avís haurà d'aparèixer en un lloc visible al costat de la informació original. Per tant, s'amplia el dret a rectificar informacions inexactes o perjudicials per a la imatge.
- Dret a la desconnexió digital de la feina. S'aplicaran mesures perquè sigui la mateixa empresa qui instauri aquest tipus de polítiques tenint en compte la conciliació entre la vida laboral i la familiar. Segons la llei, els empresaris han d'elaborar una política interna dirigida a les persones treballadores, directius inclosos, per a definir tant la forma amb què s'exerceix el dret a la desconnexió, com les accions de formació i sensibilització del personal sobre un «ús raonable de les eines tecnològiques que evitin el risc de fatiga informàtica».
- Dret a la intimitat davant l'ús de dispositius de videovigilància i de gravació de sons al lloc de treball. L'empresari té dret als dispositius de la feina sempre que sigui per control laboral, però haurà de fer-ho amb proporcionalitat.
- Dret a la intimitat davant la utilització de sistemes de geolocalització a l'àmbit laboral.

## Tipologia
Entre els drets digitals podem trobar:
- Dret a la llibertat d'expressió
- Dret a la privadesa en línia
- Dret d'accés a internet, independentment dels nivells d'ingrés, la ubicació geogràfica o les discapacitats dels usuaris
- Dret a associar-se en comunitats en línia, conegudes també com a comunitats virtuals[6]

D'altra banda, l'organització Computer Professionals for Social Responsibility, postula els següents principis de la xarxa:
- Connecta mundialment
- És oberta i està a l'abast de tothom
- Els usuaris tenen el dret a comunicar-se
- Els usuaris tenen el dret a la privadesa
- Les persones som els administradors de la xarxa i no els seus propietaris
- L'administració de la xarxa ha de ser oberta i inclusiva
- La xarxa ha de reflectir la diversitat humana, i no homogeneïtzar-la[7][8]